# Omar Fernández Frasica
Omar Andrés Fernández Frasica (Zipaquirá, Cundinamarca, Colombia, 11 de febrero de 1993) es un futbolista colombiano. Juega como extremo y actualmente milita en Santa Fe de la Categoría Primera A colombiana.

## Trayectoria

### Inicios
Nacido en Zipaquirá, sus inicios se dieron en academia compensar dónde se diviso su talento y llegó al equipo de segunda división en el FPC al equipo Academia FC, para que integrara a sus divisiones inferiores.

### Academia
Tras 2 años en las inferiores de la Academia FC, gracias a las buenas actuaciones con las inferiores de Academia, integró la Selección Bogotá, con la cual jugó un torneo en Suecia donde fue el goleador. Su buen juego con Academia FC y la selección de Bogotá; le ayudaron a que subiera al equipo profesional. En su primer año como profesional, logró hacer 13 goles, siendo el goleador de la Segunda división. Así, Fernández Frasica fue la figura del equipo de la capital colombiana. A mediados del 2012, Academia FC pasó a ser el Club Llaneros, entonces Omar dejó Bogotá para irse a jugar a Villavicencio.

### Llaneros
En Club Llaneros, Fernández tuvo buenos partidos, sin embargo no igualó su promedio goleador que tuvo en Academia FC. Para el segundo semestre del 2013, se le presentó la oportunidad de ir a jugar al exterior al Cruz Azul Hidalgo de México.

### Cruz Azul
En el filial del Cruz Azul, tuvo buenos partidos, sin embargo para el primer semestre del 2014 se devolvió a Llaneros FC, porque no pudo convencer al equipo mexicano.

### Llaneros
En enero del 2014 regresó al Club Llaneros. Sin embargo su segundo ciclo con el Club Llaneros fue fugaz, ya que para el segundo semestre del 2014 fue fichado por el F. B. C. Melgar de Arequipa.

### F. B. C. Melgar
En julio de 2014, llegó a Perú, para jugar en el F. B. C. Melgar. 

En el equipo de Arequipa, tuvo un gran 2015, donde fue uno de los jugadores más destacados anotando la suma de 17 goles, uno de ellos en la final contra el Sporting Cristal. Además terminó siendo uno de los goleadores del equipo. Terminó el año de la mejor manera siendo el campeón del Campeonato Descentralizado, siendo su primer título como profesional. 
En la primera fecha del Campeonato Descentralizado 2016 ayudaría en la victoria de su equipo por 3-1 con un doblete frente a UTC de Cajamarca.
Su primer gol en la Copa Libertadores 2017 lo hace el 18 de mayo en la derrota 2-3 como locales frente al River Plate de Argentina, a los tres días le da la victoria a su club por la mínima frente al UTC Cajamarca.

### Puebla
Llega en el 2018 al Club Puebla de la Primera División de México. Debuta el 16 de enero con una asistencia en la victoria 3 a 1 como visitantes en casa del Cruz Azul por la Copa de México. Marca su primer gol el 2 de febrero en la victoria 2 a 0 sobre Atlas de Guadalajara.

### Everton
En enero de 2024, el futbolista es anunciado en Everton de la primera división de Chile. Su debut se produce el domingo 25 de febrero, en la segunda fecha del campeonato local ante Deportes Iquique, ingresando en la segunda mitad. 

### Independiente Santa Fe
El 3 de enero del 2025, fue anunciado oficialmente por Independiente Santa Fe de Bogotá, Colombia. Llega cedido desde Club León, inicialmente hasta diciembre de 2025.

## Estadísticas

### Clubes
Actualizado al último partido disputado el 31 de enero de 2025.
| Club                       | Div.                | Temporada           | Liga  | Liga  | Liga   | Copas nacionales | Copas nacionales | Copas nacionales | Copas internacionales | Copas internacionales | Copas internacionales | Total | Total | Total  |
| Club                       | Div.                | Temporada           | Part. | Goles | Asist. | Part.            | Goles            | Asist.           | Part.                 | Goles                 | Asist.                | Part. | Goles | Asist. |
| -------------------------- | ------------------- | ------------------- | ----- | ----- | ------ | ---------------- | ---------------- | ---------------- | --------------------- | --------------------- | --------------------- | ----- | ----- | ------ |
| Academia · Colombia        | 2.ª                 | 2011                | 34    | 13    | 0      | 8                | 0                | 0                | —                     | —                     | —                     | 42    | 13    | 0      |
| Academia · Colombia        | 2.ª                 | 2012                | 13    | 4     | 0      | 3                | 0                | 0                | —                     | —                     | —                     | 16    | 4     | 0      |
| Academia · Colombia        | Total club          | Total club          | 47    | 17    | 0      | 11               | 0                | 0                | 0                     | 0                     | 0                     | 58    | 17    | 0      |
| Llaneros · Colombia        | 2.ª                 | 2012                | 9     | 1     | 0      | 0                | 0                | 0                | —                     | —                     | —                     | 9     | 1     | 0      |
| Llaneros · Colombia        | 2.ª                 | 2013                | 20    | 2     | 0      | 5                | 0                | 0                | —                     | —                     | —                     | 25    | 2     | 0      |
| Cruz Azul · México         | 1.ª                 | 2013-14             | 0     | 0     | 0      | 3                | 1                | 0                | 0                     | 0                     | 0                     | 3     | 1     | 0      |
| Cruz Azul · México         | Total club          | Total club          | 0     | 0     | 0      | 3                | 1                | 0                | 0                     | 0                     | 0                     | 3     | 1     | 0      |
| Cruz Azul Hidalgo · México | 2.ª                 | 2013-14             | 22    | 5     | 0      | 4                | 0                | 0                | —                     | —                     | —                     | 26    | 5     | 0      |
| Cruz Azul Hidalgo · México | Total club          | Total club          | 22    | 5     | 0      | 4                | 0                | 0                | 0                     | 0                     | 0                     | 26    | 5     | 0      |
| Llaneros · Colombia        | 2.ª                 | 2014                | 3     | 0     | 0      | 2                | 0                | 0                | —                     | —                     | —                     | 5     | 0     | 0      |
| Llaneros · Colombia        | Total club          | Total club          | 32    | 3     | 0      | 10               | 0                | 0                | 0                     | 0                     | 0                     | 42    | 3     | 0      |
| F. B. C. Melgar · Perú     | 1.ª                 | 2014                | 15    | 4     | 5      | 0                | 0                | 0                | —                     | —                     | —                     | 15    | 4     | 5      |
| F. B. C. Melgar · Perú     | 1.ª                 | 2015                | 33    | 13    | 12     | 10               | 4                | 0                | 2                     | 0                     | 2                     | 45    | 17    | 14     |
| F. B. C. Melgar · Perú     | 1.ª                 | 2016                | 39    | 9     | 10     | 0                | 0                | 0                | 5                     | 1                     | 0                     | 44    | 10    | 10     |
| F. B. C. Melgar · Perú     | 1.ª                 | 2017                | 40    | 12    | 9      | 0                | 0                | 0                | 6                     | 1                     | 2                     | 46    | 13    | 11     |
| F. B. C. Melgar · Perú     | Total club          | Total club          | 127   | 38    | 36     | 10               | 4                | 0                | 13                    | 2                     | 4                     | 150   | 44    | 40     |
| Puebla · México            | 1.ª                 | 2017-18             | 14    | 3     | 4      | 3                | 0                | 0                | —                     | —                     | —                     | 17    | 3     | 4      |
| Puebla · México            | 1.ª                 | 2018-19             | 25    | 0     | 6      | 1                | 0                | 0                | —                     | —                     | —                     | 26    | 0     | 6      |
| Puebla · México            | 1.ª                 | 2019-20             | 26    | 1     | 4      | 2                | 0                | 0                | —                     | —                     | —                     | 28    | 1     | 4      |
| Puebla · México            | 1.ª                 | 2020-21             | 40    | 2     | 11     | —                | —                | —                | —                     | —                     | —                     | 40    | 2     | 11     |
| León · México              | 1.ª                 | 2021-22             | 32    | 0     | 2      | 1                | 0                | 0                | 5                     | 3                     | 0                     | 38    | 3     | 3      |
| Puebla · México            | 1.ª                 | 2022-23             | 29    | 4     | 2      | —                | —                | —                | —                     | —                     | —                     | 29    | 4     | 2      |
| Puebla · México            | Total club          | Total club          | 134   | 10    | 27     | 6                | 0                | 0                | 0                     | 0                     | 0                     | 140   | 10    | 27     |
| León · México              | 1.ª                 | 2023-24             | 17    | 1     | 2      | —                | —                | —                | 3                     | 0                     | 0                     | 20    | 1     | 2      |
| León · México              | Total club          | Total club          | 49    | 1     | 4      | 1                | 0                | 0                | 8                     | 3                     | 0                     | 58    | 4     | 4      |
| Everton · Chile            | 1.ª                 | 2024                | 18    | 1     | 3      | 3                | 0                | 1                | 1                     | 0                     | 0                     | 22    | 1     | 4      |
| Everton · Chile            | Total club          | Total club          | 18    | 1     | 3      | 3                | 0                | 1                | 1                     | 0                     | 0                     | 22    | 1     | 4      |
| Santa Fe · Colombia        | 1.ª                 | 2025                | 2     | 0     | 1      | 0                | 0                | 0                | 0                     | 0                     | 0                     | 2     | 0     | 1      |
| Santa Fe · Colombia        | Total club          | Total club          | 2     | 0     | 1      | 0                | 0                | 0                | 0                     | 0                     | 0                     | 2     | 0     | 1      |
| Total en su carrera        | Total en su carrera | Total en su carrera | 429   | 75    | 70     | 45               | 5                | 1                | 22                    | 5                     | 4                     | 496   | 85    | 75     |

## Palmarés

### Campeonatos nacionales
| Título                    | Club                   | País     | Año  |
| ------------------------- | ---------------------- | -------- | ---- |
| Torneo Clausura           | F. B. C. Melgar        | Perú     | 2015 |
| Primera División del Perú | F. B. C. Melgar        | Perú     | 2015 |
| Torneo de Verano          | F. B. C. Melgar        | Perú     | 2017 |
| Torneo Apertura           | Independiente Santa Fe | Colombia | 2025 |

### Campeonatos internacionales
| Título      | Club | Año  |
| ----------- | ---- | ---- |
| Leagues Cup | León | 2021 |

### Distinciones individuales
| Distinción                                                                                            | Año  |
| --- | ---- |
| Goleador del Finalización de la Primera B (11 goles)                                                  | 2011 |
| Incluido en el equipo ideal del Campeonato Descentralizado según el portal periodístico DeChalaca.com | 2015 |
| Mejor Jugador Extranjero del Torneo Descentralizado                                                   | 2015 |
| Once Ideal del Torneo Descentralizado                                                                 | 2015 |
| Incluido en el equipo ideal del Torneo de Verano de Perú según DeChalaca.com                          | 2017 |
| Incluido en el equipo ideal del Campeonato Descentralizado según DeChalaca.com                        | 2017 |